# 東洋食品工業短期大学
東洋食品工業短期大学（とうようしょくひんこうぎょうたんきだいがく、英語: Toyo College of Food Technology）は、兵庫県川西市南花屋敷4-23-2に本部を置く日本の私立大学。1938年創立、1961年大学設置。大学の略称は東食短大。

## 概観

### 大学全体
- 兵庫県川西市に所在する日本の私立短期大学で、設置主体は学校法人東洋食品工業短期大学。1961年の開学以来、長年に渡って男子のみに受験・入学資格を与えていたが、2008年度から男女共学となった。
- 学生の入学定員は1学年35人。
- 開学以来、就職率100%を維持。

### 建学の精神（校訓・理念・学是）
- 教育研究上の目的は「包装食品製造に関わる理論と技術の教授ならびに研究を行い、包装食品業界の発展を支えるとともに、人々の豊かな暮らしの創出に貢献する」[1]。

### 教育および研究
- 日本ではめずらしい包装食品工学科が設置されている。開講科目として、「食品原料」「食品衛生学」「食品製造実習」「食品容器」「機械製図」「食品微生物学」「工場衛生管理」「二重巻締実習」「アセプティック飲料製造実習」「密封技術」「畜産加工論」などがある。「インターンシップ」も取り入れられている。

### 学風および特色
- 食品業界で活躍しうる教養かつ実践力に富んだ人材育成に力をいれているところに特色がある。学費が日本一安い短期大学となっている[注 1]。

## 沿革
- 1938年
  - 東洋製罐株式会社の創設者、高碕達之助により財団法人東洋罐詰専修学校として創立。
- 1961年
  - 3月10日 左記を以て文部省[注 2]より短期大学の設置が認可される[注釈 1]。
  - 4月1日 東洋食品工業短期大学が以下の学科体制にて開学[4]。
    - 缶詰製造科 入学定員50名

  - 5月1日 学生数[5]/定員
    - 缶詰製造科 29[注釈 2]/50
- 1962年 
  - 5月1日 学生数[6]/定員
    - 缶詰製造科 55[注釈 2]/100
- 1978年 
  - 4月1日 缶詰製造科の入学定員を50→35に減員[注 3]。
  - 5月1日 学生数[10]/定員
    - 缶詰製造科 65[注釈 2]/85
- 1979年 
  - 5月1日 学生数[11]/定員
    - 缶詰製造科 59[注釈 2]/70
- 1985年 
  - 5月1日 学生数[12]/定員
    - 缶詰製造科 46[注釈 2]/70
- 1986年 
  - 5月1日 学生数[13]/定員
    - 缶詰製造科 54[注釈 2]/70
- 1987年 
  - 5月1日 学生数[14]/定員
    - 缶詰製造科 57[注釈 2]/70
- 1992年 
  - 5月1日 学生数[注 4]/定員
    - 缶詰製造科 55[注釈 2]/70
- 1999年
  - 5月1日 学生数[17]/定員
    - 缶詰製造科 37[注釈 2]/70
- 2007年 
  - 4月1日 この年度の入学生より包装食品工学科へ改称[注 5]。
- 2008年
  - 4月1日 この年度の入学生より男女共学となる[20]。
- 2012年
  - 履修証明制度を導入し、社会人育成コース（現・社会人育成講習会）包装食品工学総合コースが履修証明プログラムに。
- 2013年
  - アセプティック（無菌）充填設備が竣工。

## 基礎データ

### 所在地
- 兵庫県川西市南花屋敷4-23-2

### 交通アクセス
- 阪急電鉄宝塚本線雲雀丘花屋敷駅またはJR福知山線川西池田駅で下車するのが便利である。両者とも駅から徒歩で10分程度だが、前者の方が比較的近い。

### 象徴
- カレッジマークには「食」の文字が記されている[注 6]。

### 学生数
- 収容定員70，入学定員35，現員76（2018年5月1日時点）[23]

## 教育および研究

### 組織

#### 学科
- 包装食品工学科 入学定員35名[24]

#### 専攻科
- なし

#### 別科
- なし

##### 取得資格
受験資格
- 食品衛生管理者
- 食品衛生監視員
- 缶詰巻締主任技術者
- 缶詰殺菌管理主任技術者（一次試験免除）
- 缶詰品質管理主任技術者（一次試験免除）

#### 関係機関
- 東洋食品研究所

### 研究
- 『東洋食品工業短期大学紀要』[25]

## 学生生活

### 部活動・クラブ活動・サークル活動
- 東洋食品工業短期大学のクラブ活動
  - 体育系：野球・バドミントン・サッカーなど
- 文化系：文芸・写真ほか

### スポーツ
- 2006年2月11日、川西市の多田グリーンハイツで行われたフットサル大会ビギナークラスの部において創立1年足らずで初優勝した実績をもつ。

## 大学関係者と組織

### 大学関係者一覧

#### 大学関係者
- 高碕達之助：初代学長
- 出口汪：元・本学講師

## 施設
- 実習工場
- 図書館ほか

### 寮
- 男子学生を対象とした学生寮がある。

## 対外関係

### 地方自治体との協定
- 川西市[注釈 3]

### 他大学との協定
- 産業技術短期大学[注釈 3]
- 兵庫県立農業大学校[注釈 3]
- ランシット大学[注釈 3]
- チュラーロンコーン大学[注釈 3]
- カセサート大学[注釈 3]

## 社会との関わり
- 公開講座が行われている。
- 創立70周年記念事業が、2008年に行われた。

## 卒業後の進路

### 就職
- 食品関連会社へほぼ全員が就職している。これまでの実績は、はごろもフーズ、キンキサイン、ベル食品工業、九星飲料工業、東和薬品、エム・シーシー食品、ヤクルト本社、東洋製罐グループエンジニアリング、不二製油、山形食品、紘裕食品股彬有限公司、陸上自衛隊、広島森永乳業、森永乳業、東洋製罐、ジャパンフーズ、日本クロージャー、キユーピータマゴ、藤田食品、ヤマダ電機、榮太樓總本鋪、花太刀食品工業、明治、桃屋、天狗缶詰、山崎製パン、日清食品、マルミツサンヨー、関西グリコ、赤田善、食品環境検査協会、キユーピー、三笠産業、カネ美食品、丸菱食品、メビウスパッケージング、キッコーマン食品、ニチレイウエルダイニング、日本製粉、日清オイリオグループ、UCC上島珈琲、フジッコ、ニッセー、和歌山ノーキョー食品工業、福祉心話会、淡路農産食品、オフィチーナ、本州製罐、ほか[注釈 3]